# Liga Leumit 1969-1970 (pallacanestro)
La Liga Leumit 1969-1970 è stata la 16ª edizione del massimo campionato israeliano di pallacanestro maschile. La vittoria finale è stata ad appannaggio del Maccabi Tel Aviv.

## Regular season
|  |     | Squadra                 | G  | V  | P  | PF   | PS   | PF/PS | Pt | Qualificazione            |
|  | --- | ----------------------- | -- | -- | -- | ---- | ---- | ----- | -- | ------------------------- |
|  | 1.  | Maccabi Tel Aviv        | 22 | 21 | 1  | 2140 | 1578 | +562  | 43 |                           |
|  | 2.  | Hapoel Tel Aviv         | 22 | 20 | 2  | 2039 | 1684 | +355  | 42 |                           |
|  | 3.  | Hapoel Holon            | 22 | 10 | 12 | 1856 | 1866 | -10   | 32 |                           |
|  | 4.  | H. Giv'at Brenner/Na'an | 22 | 10 | 12 | 1810 | 1826 | -16   | 32 |                           |
|  | 5.  | Maccabi Ramat Gan       | 22 | 10 | 12 | 1782 | 1850 | -68   | 32 |                           |
|  | 6.  | Hapoel Ashdot Ya'akov   | 22 | 10 | 12 | 1627 | 1706 | -79   | 32 |                           |
|  | 7.  | Hapoel Nir David        | 22 | 9  | 13 | 1551 | 1621 | -70   | 31 |                           |
|  | 8.  | Hapoel Kiryat Haim      | 22 | 9  | 13 | 1773 | 1885 | -112  | 31 |                           |
|  | 9.  | Maccabi Haifa           | 22 | 9  | 13 | 1627 | 1844 | -217  | 31 |                           |
|  | 10. | Hapoel Haifa            | 22 | 8  | 14 | 1773 | 1795 | -22   | 30 |                           |
|  | 11. | Hapoel Gerusalemme      | 22 | 8  | 14 | 1834 | 1966 | -132  | 30 | retrocesse in Liga Artzit |
|  | 12. | Hapoel Beit Alfa        | 22 | 8  | 14 | 1751 | 1942 | -191  | 30 | retrocesse in Liga Artzit |

## Squadra vincitrice
|    | Naz.                   | Ruolo | Sportivo           | Anno | Alt. |  |  |
| -- | ---------------------- | ----- | ------------------ | ---- | ---- |  |  |
| 4  | Israele (bandiera)     | G     | Eli Koren          | 1950 | 190  |  |  |
| 5  | Israele (bandiera)     | AP    | Amnon Avidan       | 1943 | 188  |  |  |
| 6  | Israele (bandiera)     |       | Isaia Blumned      |      |      |  |  |
| 7  | Israele (bandiera)     | AG    | Josef Leja         | 1948 | 205  |  |  |
| 9  | Israele (bandiera)     | P     | Haim Starkman      | 1944 | 178  |  |  |
| 10 | Stati Uniti (bandiera) | PG    | Bob McMahon        |      |      |  |  |
| 11 | Israele (bandiera)     | C     | Gabi Neumark       | 1946 | 198  |  |  |
| 12 | Israele (bandiera)     | C     | Tanhum Cohen-Mintz | 1939 | 204  |  |  |
| 13 | Israele (bandiera)     | A     | Mike Schwartz      | 1949 | 194  |  |  |
| 14 | Israele (bandiera)     |       | Larry Kaufer       |      |      |  |  |
| 15 | Israele (bandiera)     |       | Bronstein          |      |      |  |  |
|    | Israele (bandiera)     | ALL   | Ralph Klein        |      |      |  |  |